# Roztoky (zámek)
Roztoky jsou tvrz přestavěná na zámek ve stejnojmenném městě v okrese Praha-západ. Stojí na místě starší gotické tvrze založené snad již ve třináctém století. Během historie se mezi majiteli vystřídalo mnoho šlechtických a měšťanských rodů, z nichž k nejdůležitějším patřili vladykové z Remeše, Boryňové ze Lhoty a Lichtenštejnové. Dochovaná podoba zámku je výsledkem renesanční přestavby ze druhé poloviny šestnáctého století a pozdějších úprav. Areál zámku je od roku 1965 chráněn jako kulturní památka. V zámku sídlí Středočeské muzeum v Roztokách u Prahy.

## Historie

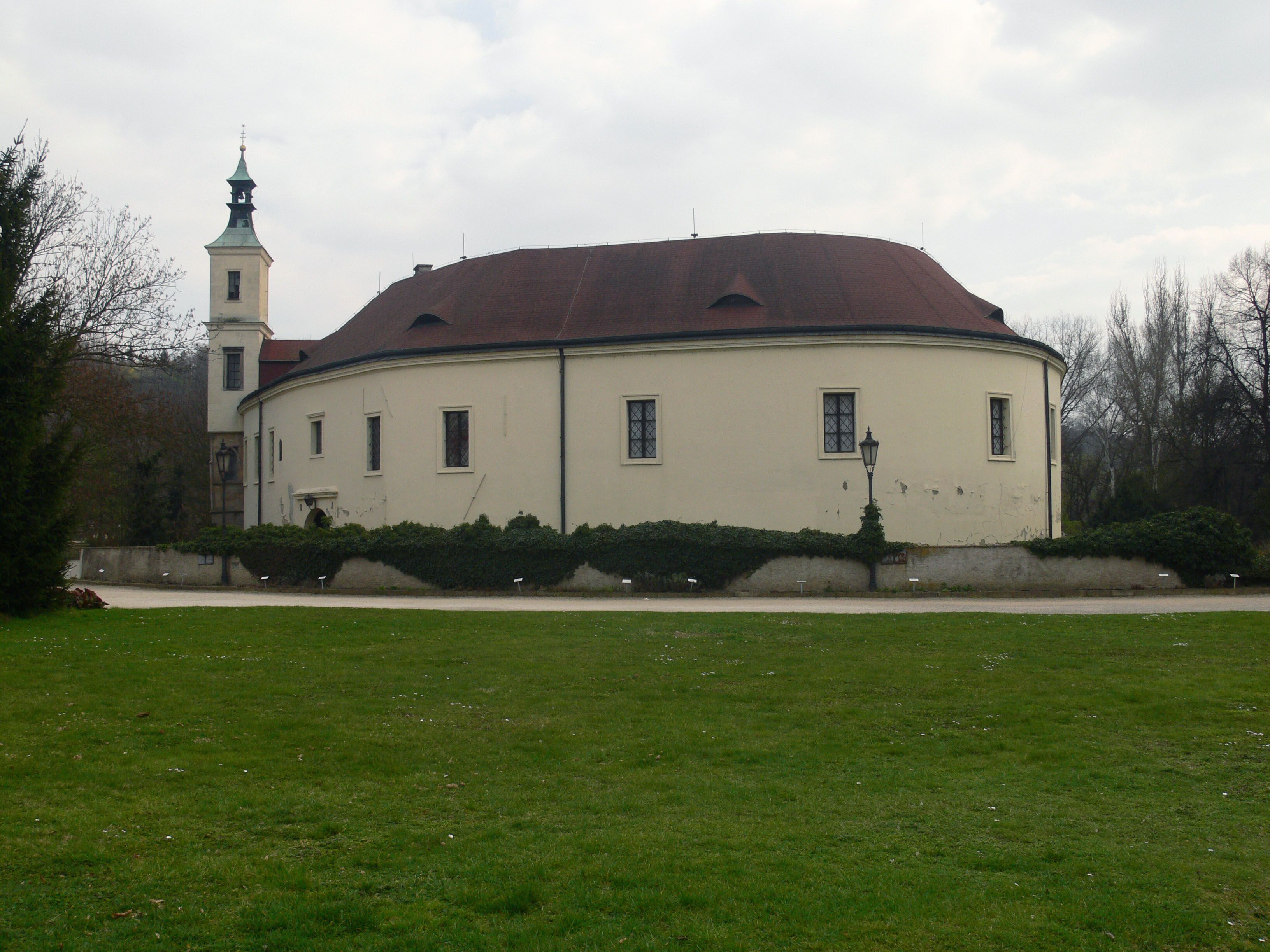
Pohled od severu z hospodářského dvora

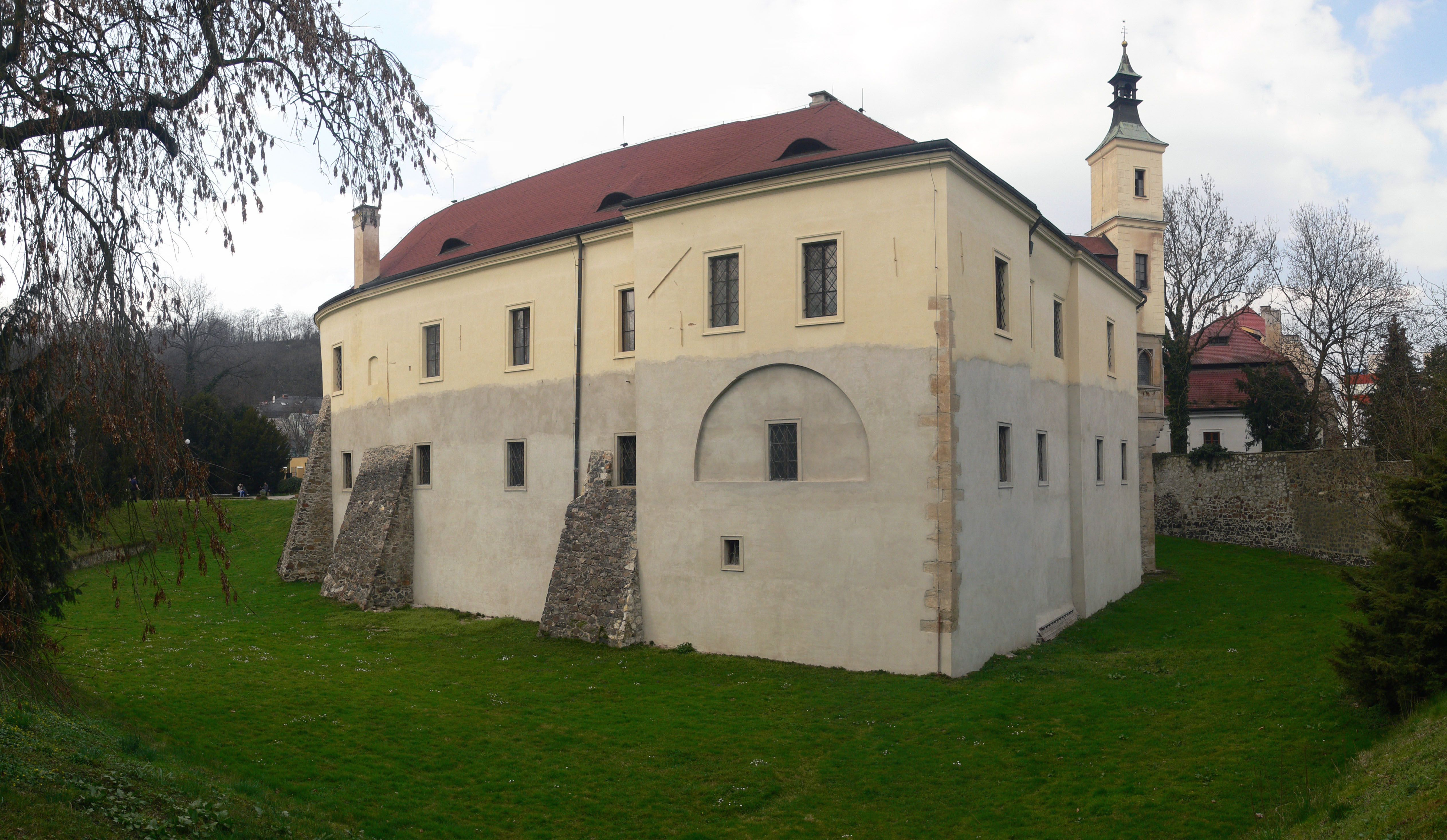
Jihovýchodní nároží zámku

První písemná zmínka o Roztokách pochází z roku 1233, kdy je připomínán Petr z Roztok. Dalším příslušníkem jeho rodu snad byl Ratmír, ale jistě se po Roztokách psali Zdeňka a Ješek v roce 1318. Snad již ve třináctém století vznikla na místě zámku vodní tvrz.
Část vesnice patřila už od třináctého století břevnovskému klášteru, který v ní měl v roce 1296 opatský dvůr. Druhou část vesnice v letech 1369–1374 vlastnil Šimon Bohuslavův z rodu Olbramoviců, kterému patřily také Klecany a část Kosovy Hory. Dalšími majiteli byli pražští měšťané Eberhard z Remeše a po smrti vdovy Markéty od roku 1381 jeho bratr Reinhard z Remeše. Reinhart se svolením krále Václava IV. koupil církevní část Roztok a tvrz dal výrazně přestavět. Tvrz mu patřila až do počátku husitských válek, kdy mu ji roku 1421 zabavili pražané a o tři roky později ji prodali Janovi z Pořešína. Jan brzy zemřel a vdova Barbora Roztoky roku 1425 prodala Lidéřovi z Radkovic.
Lidéř z Radkovic vzápětí odkázal veškerý majetek manželce Alžbětě ze Šestlic a ta se po jeho smrti podruhé vdala za Záviše z Valdštejna. Záviš používal přídomek na Roztokách v roce 1429, kdy tvrz po krátkém obléhání dobylo staroměstské vojsko vedené hejtmanem Zikmundem z Katenčic.
Reinhart z Remeše však byl právoplatným vlastníkem a ještě v roce 1434 v Roztokách vykonával patronátní právo při kapli svatého Jodoka. Královskou odúmrť po něm roku 1454 získal Bedřich z Donína. O rok později ke tvrzi kromě vsi patřila dvě popluží a krčma. Roku 1504 vesnice patřila Albrechtu Rendlovi z Úšavy, který ji o deset let později prodal Václavu Budovci z Budova. Po roce 1520 ji koupil Břetislav Švihovský z Rýzmberka a od něj Ladislav a Fabián Sekerkové ze Sedčic. Ovšem už v roce 1533 na tvrzi sídlil Jan z Donína. Do desek zemských mu majetek zapsali až v roce 1539. Brzy poté je prodal Albrechtu Šlikovi z Holíče. Dalšími majiteli se stali od roku 1544 Hynek Krabice z Veitmile, roku 1545 Lorenc Šlik a ještě téhož roku Eliška ze Smiřic. Ta Roztoky v roce 1547 přenechala manželovi Jiřímu Křineckému z Ronova. Po něm se majitelem stal Jan starší Kalenice z Kalenic, dále nejspíše od roku 1555 Ludvík Šradyn z Šorndorfu a Antonín Cartesius.
Zadlužený Antonín Carterius roku 1565 Roztoky prodal Davidu Boryňovi ze Lhoty, který nechal tvrz přestavět na renesanční zámek. Panství rozšířil o vesnice Lichoceves, Klíčany a Hoštice. Roku 1590 zámek přepadli lapkové spolčení s poddanými. Dobyli jej a vydrancovali, Davida Boryňu zbili a ukradli truhlu s penězi. Později zámek zdědil syn Václav Boryně ze Lhoty, který se zúčastnil stavovského povstání. Ještě v jeho průběhu zemřel a svůj majetek odkázal synu Davidovi. Ten se sice ujal dědictví, ale jako vzbouřenec byl roku 1625 odsouzen ke ztrátě pětiny majetku s tím, že panství prodá Karlovi z Lichtenštejna. Karel Roztoky koupil za šedesát tisíc kop míšeňských grošů, z čehož David Boryně ze Lhoty zaplatil jednu pětinu jako pokutu za svou účast na povstání. Podle Františka Holce byly Roztoky Davidu Boryňovi roku 1623 zkonfiskovány, ale ještě téhož roku je získal zpět jako manský statek a ten vzápětí prodal Karlovi z Lichtenštejna. Během třicetileté války zámek dobylo saské vojsko. Tvrz přitom vyhořela a přišla tak o nejvyšší dřevěné či hrázděné patro, které již nebylo obnoveno.
Lichtenštejnům zámek patřil až do roku 1803. V osmnáctém století nechali Lichtenštejnové postavit v sousedství zámku hospodářský dvůr. Od Lichtenštejnů zámek roku 1803 koupil právník Josef Mader a později jej roku 1839 získali manželé Lederovi, kteří zahájili stavební úpravy s cílem přizpůsobit zámek k nájemnímu bydlení.

### Středočeské muzeum
Během první poloviny dvacátého století zámek zchátral natolik, že po roce 1948 byl vydán demoliční výměr a budovu převzal státní statek. Zachránilo ji až založení Okresního vlastivědného muzea. Tomu předcházelo v roce 1953 vytvoření Vlastivědného odboru při Osvětové besedě a otevření Vlastivědné muzejní síně v roztockém Tichém údolí. Okresní vlastivědné muzeum bylo založeno 1. srpna 1957 a jeho činnost se až do roku 1961 zaměřila především na rekonstrukci budovy. V jejím počátku proběhl archeologický výzkum, který odkryl základy nejstarší stavební fáze tvrze. Roku 1963 se muzeum změnilo na Oblastní muzeum a zároveň rozšířilo svou působnost.

## Stavební podoba a výzdoba

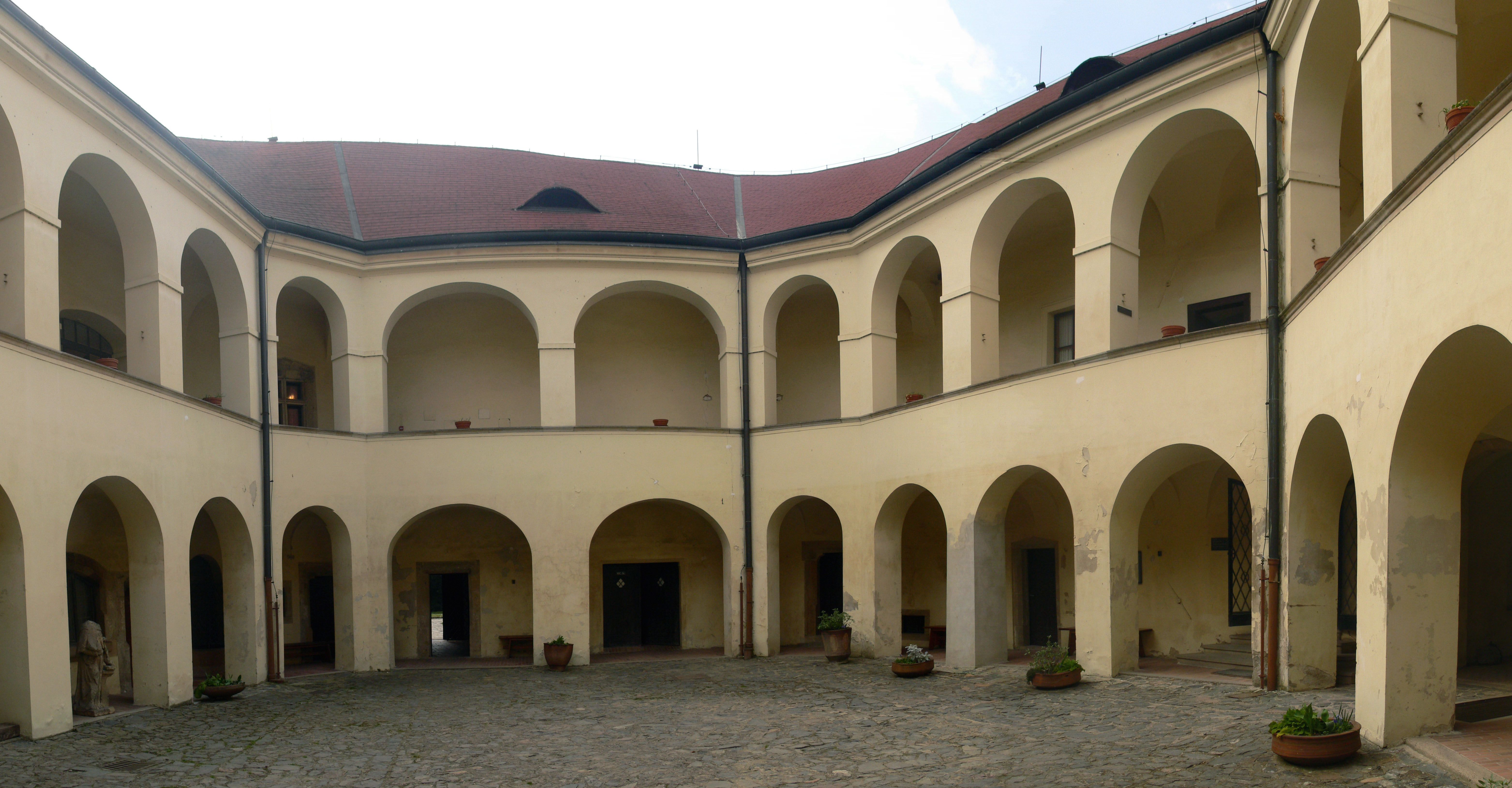
Nádvoří s raně barokními arkádami

V nejstarší stavební fázi měl roztocký zámek podobu vodní tvrze. Jádrem tvrze byla čtverhranná věž o straně asi dlouhé asi deset metrů. Stávala v prostoru zámeckého nádvoří na zaobleném tvrzišti obehnaném hradbou a vodním příkopem. Koncem čtrnáctého století dal Reinhard z Remeše věž strhnout a opevnění zesílil o dvě věže, z nichž v jedné bývala brána. Novým obytným stavením se stala snad dvoupatrová budova s arkýřovou kaplí, ve které se dochoval svorník s erbem vladyků z Remeše. Náročné provedení kaple dokládá účast dvorské stavební huti a snahu stavebníků vyrovnat se vysokým vrstvám tehdejší společnosti.
Další výstavba podél obvodové hradby probíhala za Bedřicha z Donína, ale dochovanou podobu zámek získal až při renesanční přestavbě Davida Boryněho ze Lhoty na konci šestnáctého století. David Boryně dal zbořit obě obranné věže a novou vížku nechal postavit nad arkýřem kaple. Budovy zámku byly již v té době nejspíše dvoupatrové, ale nejvyšší patro bylo pouze z hrázděného zdiva a zaniklo ve třicetileté válce. Komunikaci mezi jednotlivými místnostmi umožnily nové nádvorní arkády. V interiéru se změny dotkly především prostor v prvním patře, kde místnosti získaly nové trámové stropy vyzdobené figurálními a ornamentálními malbami.
K památkově chráněnému areálu patří kromě samotného zámku také příkop s mostem, bývalý pivovar, hospodářská budova a zámecký park.